# Rakov
Rakov (in tedesco Rakau) è un comune della Repubblica Ceca facente parte del distretto di Přerov, nella regione di Olomouc.